# Аридниця Ганделя
Аридниця Ганделя (Syntrichia handelii) — вид мохів порядку потіальних (Pottiales).

## Поширення
Батьківщиною є Європа, Північна Африка, Західна Азія.